# Morten Moldskred
Morten Opsahl Moldskred (født 13. juni 1980 i Ulsteinvik) er en professionel fodboldspiller fra Norge. Han har siden 1. februar 2013 været på kontrakt med den norske klub Tromsø IL.
Han fik debut på Norges fodboldlandshold i 2009 og står registreret for 9 kampe.

## Klubber
Moldskred spillede i ungdomsårene hos klubberne Austvatn og Haddal, inden han i 1993 som 13-årig kom til Idrettslaget Hødd fra hjembyen Ulsteinvik på øen Hareidlandet.

### IL Hødd og Moss FK
Den 1. januar 2002 skiftede Morten Moldskred til Moss FK der på daværende tidspunkt havde spillet i Tippeligaen siden 1998. I første sæson spillede han 11 kampe og scorede ét mål. Moss endte under nedrykningsstregen og rykkede ud af landets bedste række.

### Aalesund og Haugesund
I januar 2003 skiftede Moldskred til Aalesund. I den første sæson spillede han de fleste kampe i Tippeligaen og scorede 4 mål, men klubben rykkede ud af den bedste liga. Morten Moldskred. I den efterfølgende sæson scorede Muldskred 15 mål i 29 af sæsonens kampe, og var medvirkende til at Aalesund vandt Adeccoligaen og igen kunne spille i landets bedste række.
Gensynet med Tippeligaen i 2005 blev ikke nogen succes for hverken Morten Moldskred eller Aalesund FK. Klubben rykkede igen ud af landets bedste række og Moldskred sluttede sæsonen med kun ét mål i 24 kampe, samt var involveret i en nedrykning for tredje gang i karrieren.
Efter afslutningen af sæsonen 2005, underskrev Moldskred en 1-årig kontrakt med FK Haugesund der netop var rykket op i Adeccoligaen. På grund af en alvorlig korsbåndskade og efterfølgende operation, kom Morten Moldskred aldrig i kamp for klubben.

### Tromsø
Morten Moldskred underskrev i marts 2006 en 3-årig aftale med Tromsø IL. På dette tidspunkt havde han ikke spille kampe i et år på grund af skaden i korsbåndet. 30. juli samme år fik Moldskred debut for Tromsø. Han nåede at spille 2 kampe for holdet, inden han igen blev skadet og måtte gennemgå en operation. Derefter var han ude for resten af 2006.
Fra 2006 til 2009 nåede Moldskred at spille 76 kampe og score 29 mål for Tromsø IL.

### Rosenborg
Den norske storklub Rosenborg BK og Tromsø IL blev 7. januar 2010 enige om en transfersum for Morten Moldskred, og 11. januar kunne spilleren underskrive en 3-årig aftale med Rosenborg.
Moldskreds første mål for Rosenborg kom 13. maj 2010, da han scorede i en pokalkamp mod Stjørdals/Blink. 25. juli samme år scorede han det første tippeliga-mål for klubben, da han scorede sejrsmålet i overtiden mod Stabæk Fotball på udebanen, Telenor Arena.
Morten Moldskred spillede 37 ligakampe og scorede 8 mål for Rosenborg over 2 sæsoner.

### AGF
AGF fra den danske superliga meddelte 24. januar 2012 at de var tæt på at købe Morten Moldskred fri af kontrakten med Rosenborg. Klubben regnede med at en 1½-årig kontrakt kunne underskrives efter det obligatoriske lægetjek. Senere blev han præsenteret, og var udset til at spille den plads i angrebet, som Peter Graulund havde måttet lade afkald på efter sin overrevne akillessene. Starten i AGF blev imidlertid ikke som ventet, da en drilsk skade holdt Morten Moldskred ude hele forårssæsonen, og ironien vandt og sendte Peter Graulund tilbage på AGF's første hold, før Morten Moldskred endnu havde kunnet træne fuldt med. Han fik debut i Superligaen den 23. maj 2012, da han fik de sidste 35 minutter af hjemmekampen mod FC Midtjylland.
Moldskred fik sine sidste 24 minutters spilletid i Superligaen den 27. august 2012, da han i 67. minut blev indskiftet i udekampen mod AC Horsens. Dermed opnåede han kun 59 minutters spilletid fordelt på to kampe i Danmarks bedste liga. 31. januar 2013, på transfervinduets sidste dag, meddelte AGF af de havde løst Moldskdred fra hans kontrakt, og at han dermed kunne skifte gratis til Tromsø IL i hjemlandet.